# Місто Боуган
«Місто Боуган» («City of Bohane») — футуристичний гангстерський роман сучасного ірландського письменника Кевіна Баррі. Роман відзначено Літературною премією Європейського Союзу (2012) та Міжнародною дублінською літературною премією (2013). Українською мовою «Місто Боуган» у 2019 видало Видавництво «Астролябія» у перекладі Ярослави Стріхи у рамках проекту Класична та сучасна європейська література в Україні за фінансової підтримки програми «Креативна Європа» Європейської Комісії.

## Про роман
Йдеться про постапокаліптичну Західну Ірландію, 2053 рік. Логан Гартнетт, харизматичний лідер банди Стиляг, править містом Боуган уже не перший десяток років — і збирається правити ще бодай стільки ж. Але постають певні проблеми: його давній суперник повертається до міста після довгого вигнання, у злиденних панельках на півночі починає вимахувати кулаками банда-конкурент, та й власні підлеглі снують інтриги. Чи вдасться йому втримати владу чи бодай голову на плечах? І чи є майбутнє у залюбленого у втрачене минуле міста, поділеного між кількома кланами? 
"Боуган — це антиутопічне місто на західному узбережжі Ірландії, яке затрималося в минулому, хоча події відбуваються за 30 років у майбутньому, у 2050-х роках. Мешканці міста та віддалених районів складають різні банди чи можна сказати племена, які борються за владу в місті, за статус бути найкращим та брутальнішим угруповуванням. Це місто ніколи не було на багатим, розвиненим та культурним, а тепер узагалі перетворилося на суцільну трясовину, де з усіх боків пахне бідністю, розрухою та страхом. Залишалася тільки надія на краще майбутнє, яке ніколи не настане".